# Institut für Deutsche Musik im Osten
Das Institut für Deutsche Musik im Osten (IDMO) in Bergisch Gladbach war eine 1955 durch den Musikpädagogen Gotthard Speer als Institut für Ostdeutsche Musik in Bensberg gegründete Organisation, die auf Basis des § 96 BVFG die Pflege der deutschen musikalischen Kulturgüter aus Schlesien, Ost- und Westpreußen, Danzig, dem Baltikum sowie den deutschen Siedlungsgebieten in Südosteuropa und der ehemaligen Sowjetunion leistete. Das Institut war im Rathaus von Bergisch Gladbach angesiedelt. Das ursprüngliche Bensberger Institut ist als Erweiterung von Speers Arbeitskreis für Schlesisches Lied und Schlesische Musik entstanden.

Das deutschböhmische Musikerbe dagegen wurde vom Sudetendeutschen Musikinstitut Regensburg in Trägerschaft des Bezirks Oberpfalz betreut. Das IDMO wurde bis 1998 finanziell und personell durch das Bundesinnenministerium gefördert. Mitte 1998 wurden diese Förderungen eingestellt. Das Schlesische Musiklexikon konnte gewissermaßen „aus der Konkursmasse der politisch nicht mehr opportunen Förderung der Kultur der Vertriebenen gerettet werden“. Das Inventar des Instituts samt aller Unterlagen des Lexikons wurde provisorisch in einen Schuppen eingelagert, wo sie noch heute lagern.
Das IDMO gab Publikationen zur ostdeutschen Musikgeschichte heraus. In Verbindung mit Rundfunkanstalten gab das IDMO auch die Schallplattenreihe Anthologie ostdeutscher Musik, „deren Programm von Volksliedern, früher Orgelmusik und Renaissancemeistern der Lautenkunst über Komponisten wie Andreas Hammerschmidt, Heinrich Ignaz Franz Biber, Karl Ditters von Dittersdorf bis ins 20. Jahrhundert reichte: Werke von Richard Wetz, Oskar Gottlieb Blarr, Michael Denhoff, Martin Christoph Redel oder Günter Bialas wurden dort zugänglich.“ Vom IDMO wurden zahlreiche Musiktagungen veranstaltet. Das IDMO sammelte und verwaltete zirka 15.000 Notenbände, rund 3.500 Musikbücher und um die 700 Tonträger sowie Nachlässe und Teilnachlässe von deutschen Komponisten.

## Veröffentlichungen des IDMO
- Lothar Hoffmann-Erbrecht, Institut für Deutsche Musik im Osten zur Musikgeschichte der Deutschen und ihrer Nachbarn in Ost-, Ostmittel- und Südosteuropa (Hrsg.): Schlesisches Musiklexikon. Verlag Wißner, 2001, ISBN 978-3-89639-242-8.

## Leiter des IDMO
- 1955–19?? Gotthard Speer[6]
- 1989–1993 Helmut Loos[7]
- 1993–1998 Klaus-Peter Koch